# Вельке Костоляни
Вельке Костоляни (словац. Veľké Kostoľany) — село, громада округу П'єштяни, Трнавський край. Кадастрова площа громади — 24.39 км².
Населення 2785 осіб (станом на 31 грудня 2020 року).

## Географія
Протікають річка Хтелничка і Ланчарський потік.

## Історія
Вельке Костоляни згадуються 1209 року.

## Населення
| Рік:            | 1994. | 2004.   | 2014.   | 2024.   |
| --------------- | ----- | ------- | ------- | ------- |
| Кількість осіб: | 2478  | 2658    | 2773    | 2829    |
| Різниця:        |       | +7,26 % | +4,32 % | +2,01 % |

| Рік:            | 2023. | 2024.   |
| --------------- | ----- | ------- |
| Кількість осіб: | 2808  | 2829    |
| Різниця:        |       | +0,74 % |